# Міні-Європа

Міні-Європа — парк у Брюсселі, який розташований біля підніжжя Атоміуму. У парку зібрані макети найвідоміших пам'яток та архітектурних споруд західноєвропейських столиць.
У парку Міні-Європа представлені репродукції найкрасивіших монументів в Європейському союзі в масштабі 1/25. Експонуються близько 80 міст і 350 будівель.
Парк відомий якістю макетів, деякі з яких коштували до 350 000 євро (Гранд-Пляс/Гроті-Маркт Брюсселя). У парку є численні анімації (поїзд, млини, виверження Везувію, аеробус, автомобілі, керовані по проводах, тощо) У путівнику є подробиці з усіх монументів. В кінці маршруту інтерактивна експозиція «Душа Європи» представляє Європейський союз в інтерактивній та ігровій формі.
Парк побудований на площі 24 000 м². Обсяг первинних капіталовкладень склав 10 мільйонів євро (на час урочистого відкриття в 1989 році Філіпом — на той час бельгійським спадковим принцом).

## Будівництво монументів
Монументи було відібрано згідно їх архітектурного значенню і значенням для Європи. Після такого першого відбору необхідно було знайти креслення і фотографії. На дослідження цієї стадії було витрачено понад 200 000 євро. Більшість монументів побудовано методом відливання. Деталі виготовлялися з різних матеріалів, потім копіювалися методом відливання силікону. Остаточна копія виготовлялася з епоксидної смоли (спочатку) і поліефірної пластмаси (в остаточному вигляді). Три монумента виконані з каменю (наприклад, Пізанська вежа з мармуру). Для двох макетів була застосована нова технологія фрезерування за допомогою комп'ютера.
Потім відбувалось забарвлення. Нарешті, монумент встановлювався на місце з декораціями і підсвічуванням. Місто Сантьяго-де-Компостела потребувало понад 24 000 годин роботи.
Багато монументів фінансувалися країнами або регіонами Європи.

## Анімації
Місця установки мініатюр великого парку пожвавлюють різні види анімації: потяги, млини, звуки, виверження Везувію, падіння Берлінського муру, гондоли Венеції, автомобілі, керовані дротами … Ці анімації представляють промислові прототипи зі стійкістю протягом багатьох годин експлуатації і в різних погодних умовах (мороз, дощ, спека).

## Сади

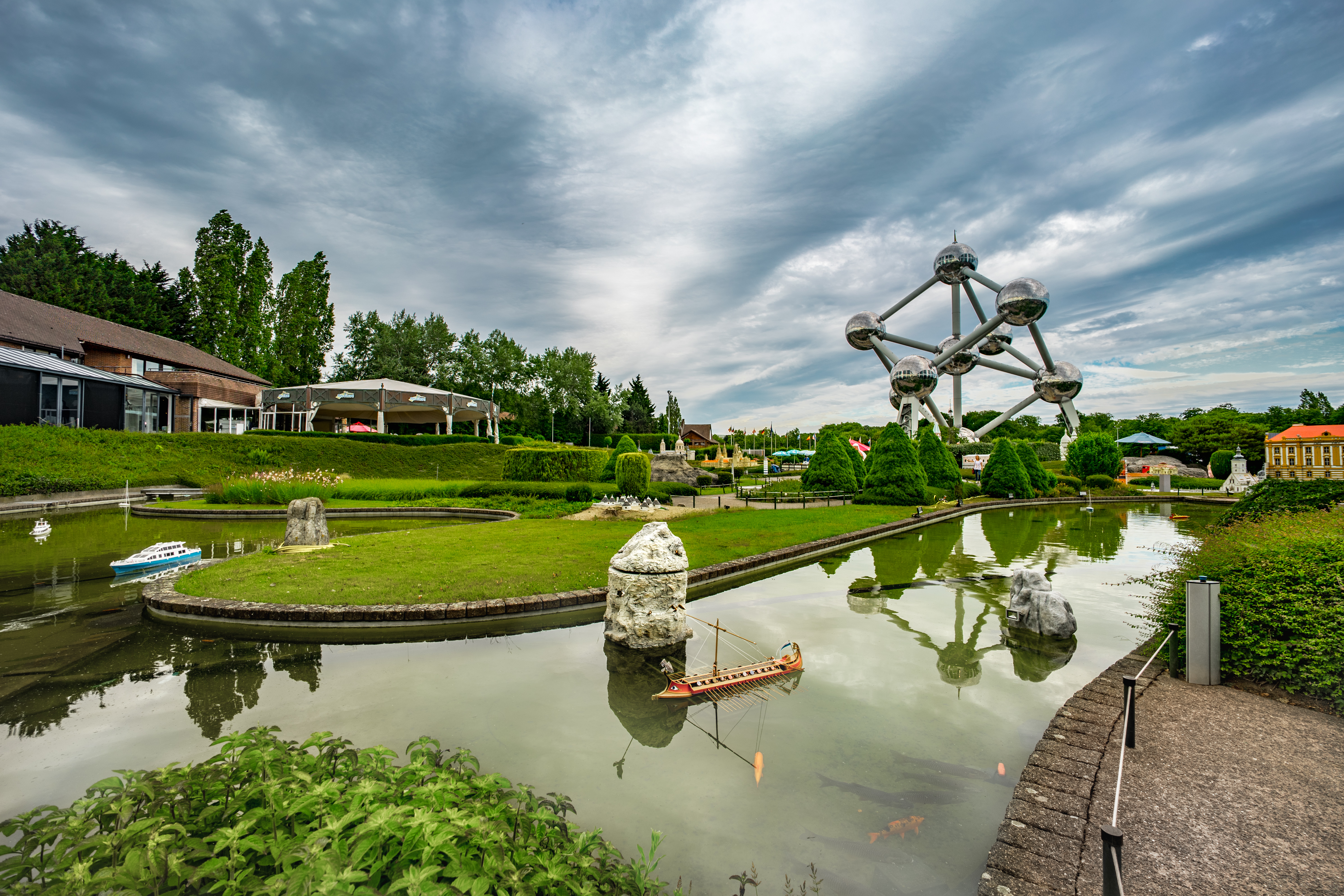
«Душа Європи» з видом на Атоміум

Поруч з мініатюрними пам'ятниками використовуються газони, карликові, в тому числі японські карликові дерева, а також щеплені дерева, тоді як класичні чагарники і квітники прикрашають прогулянку.

## Душа Європи
«Душа Європи» — простір у кінці маршруту, відведений для Європейського Союзу, який переважно в інтерактивній та ігровій формі коротко представляє його історію, успіхи, культуру, функціонування інституцій, найбільший ринок, причини розширення тощо. Для шкіл існує багато освітніх проєктів.
Для цієї діяльності Міні-Європа отримала моральну підтримку від Європейської комісії та Європейського парламенту.

## Список мініатюр

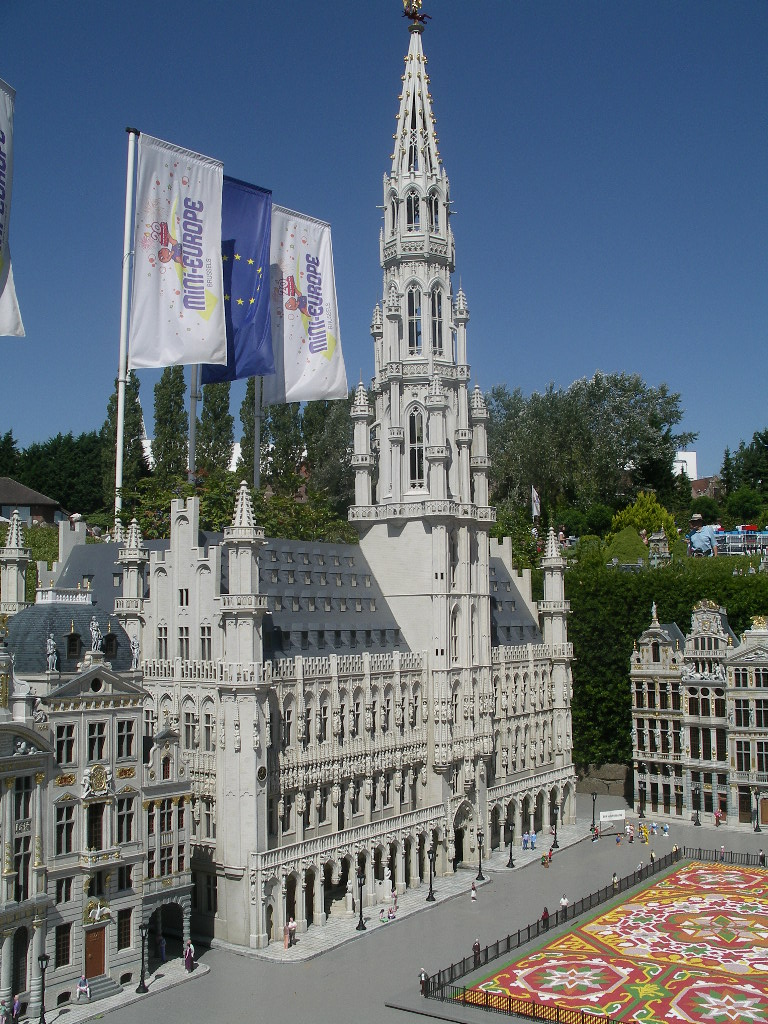
Гран-Плас (Брюссель)

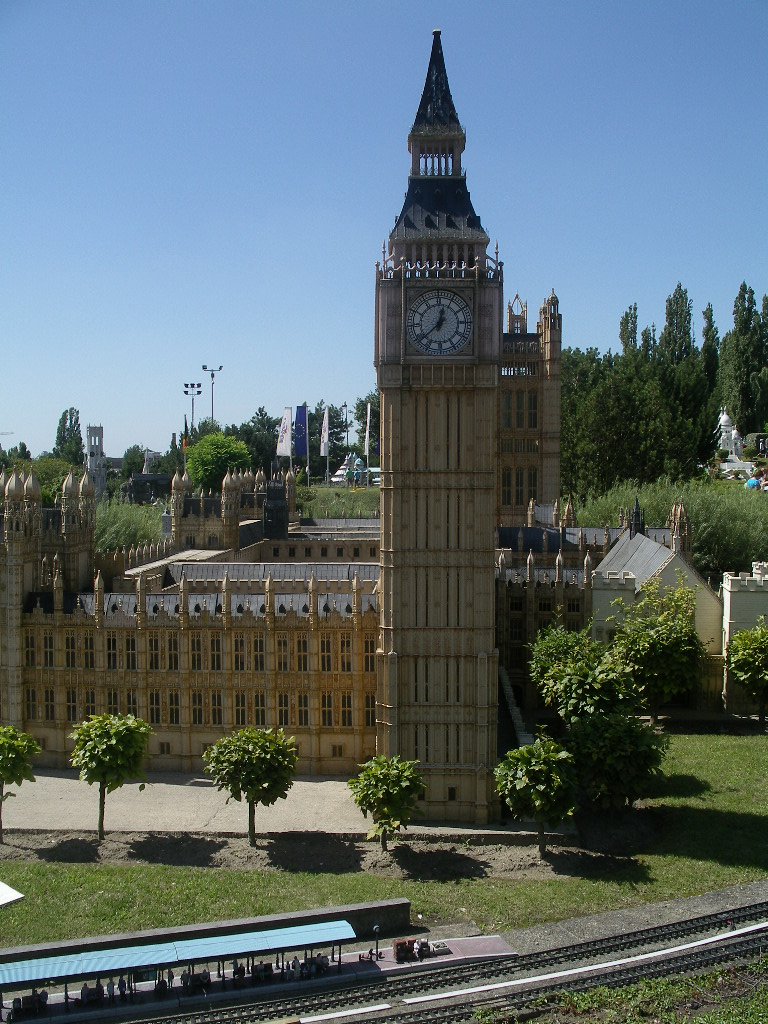
Вестмінстерський палац (Лондон)

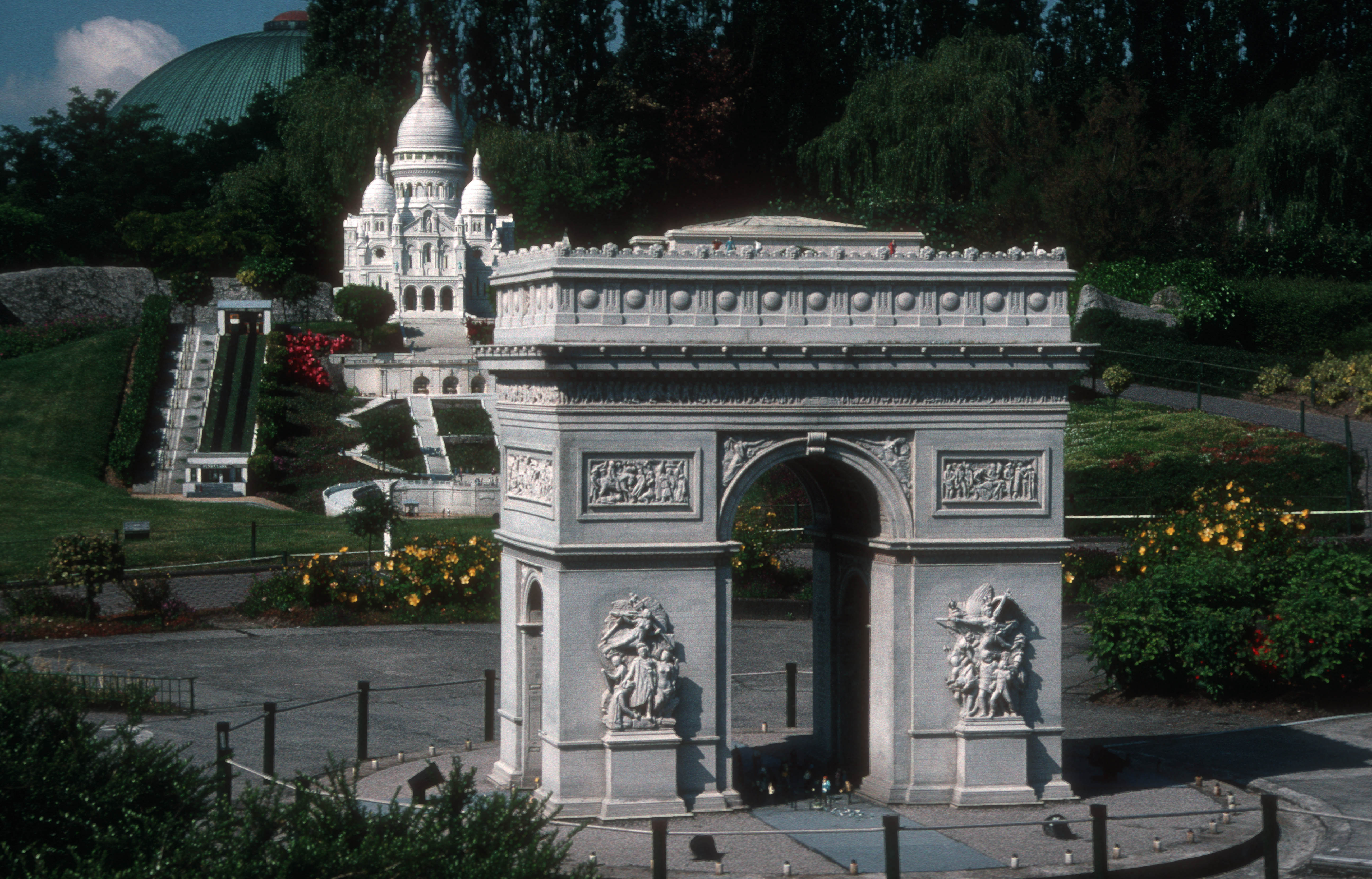
Тріумфальна арка та Базиліка Сакре-Кер (Париж)

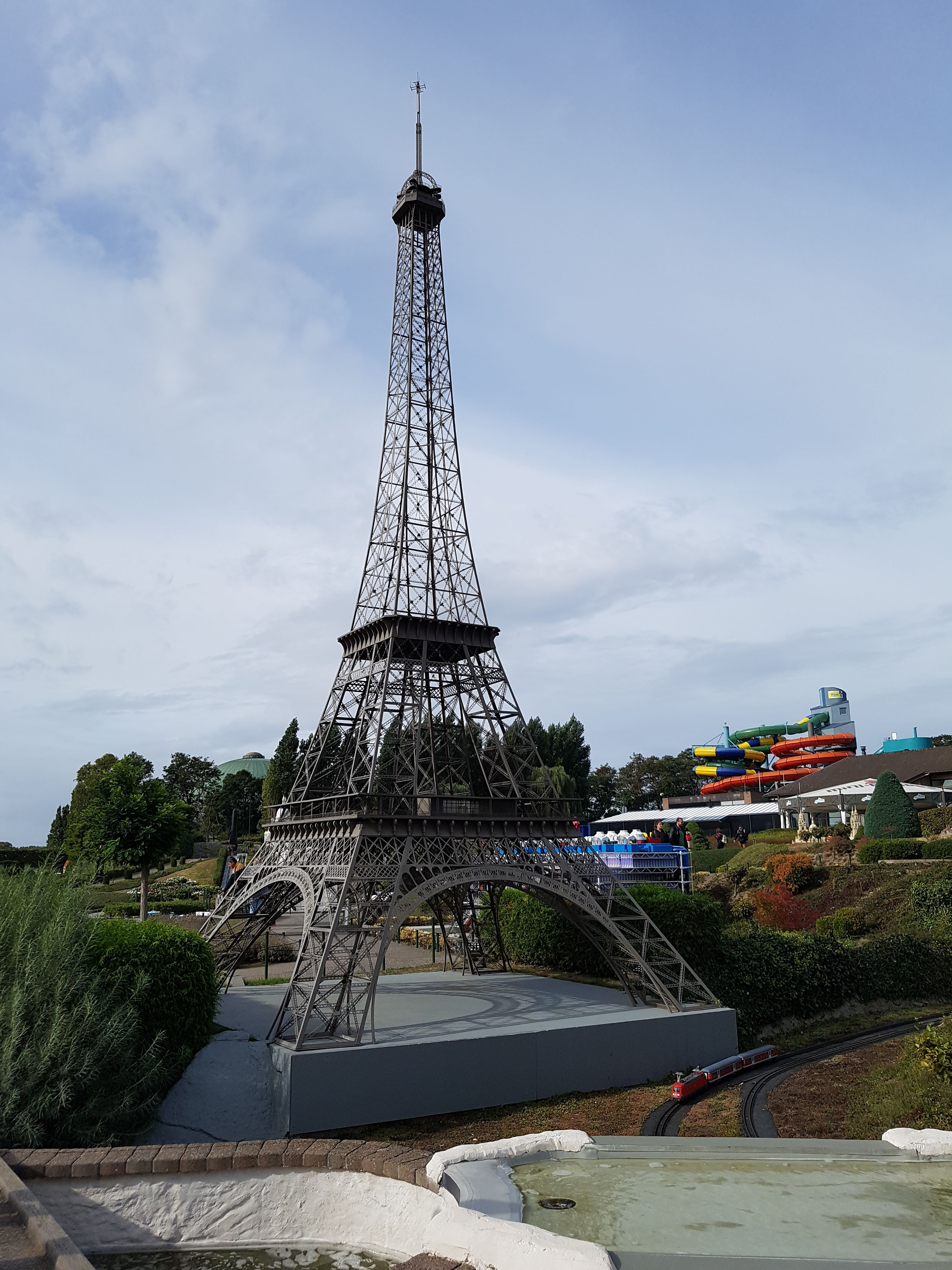
Ейфелева вежа (Париж)

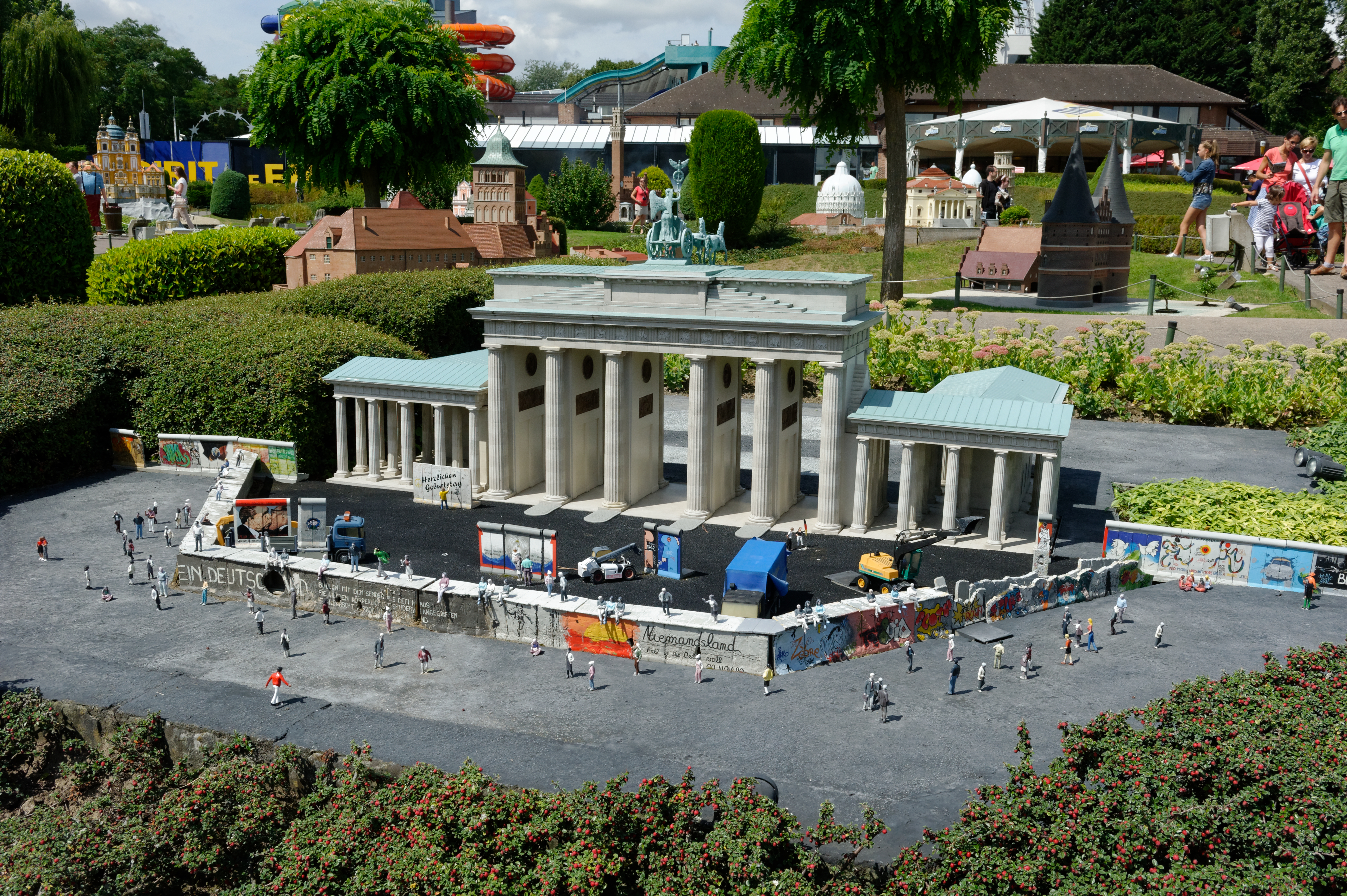
Бранденбурзькі ворота (Берлін)

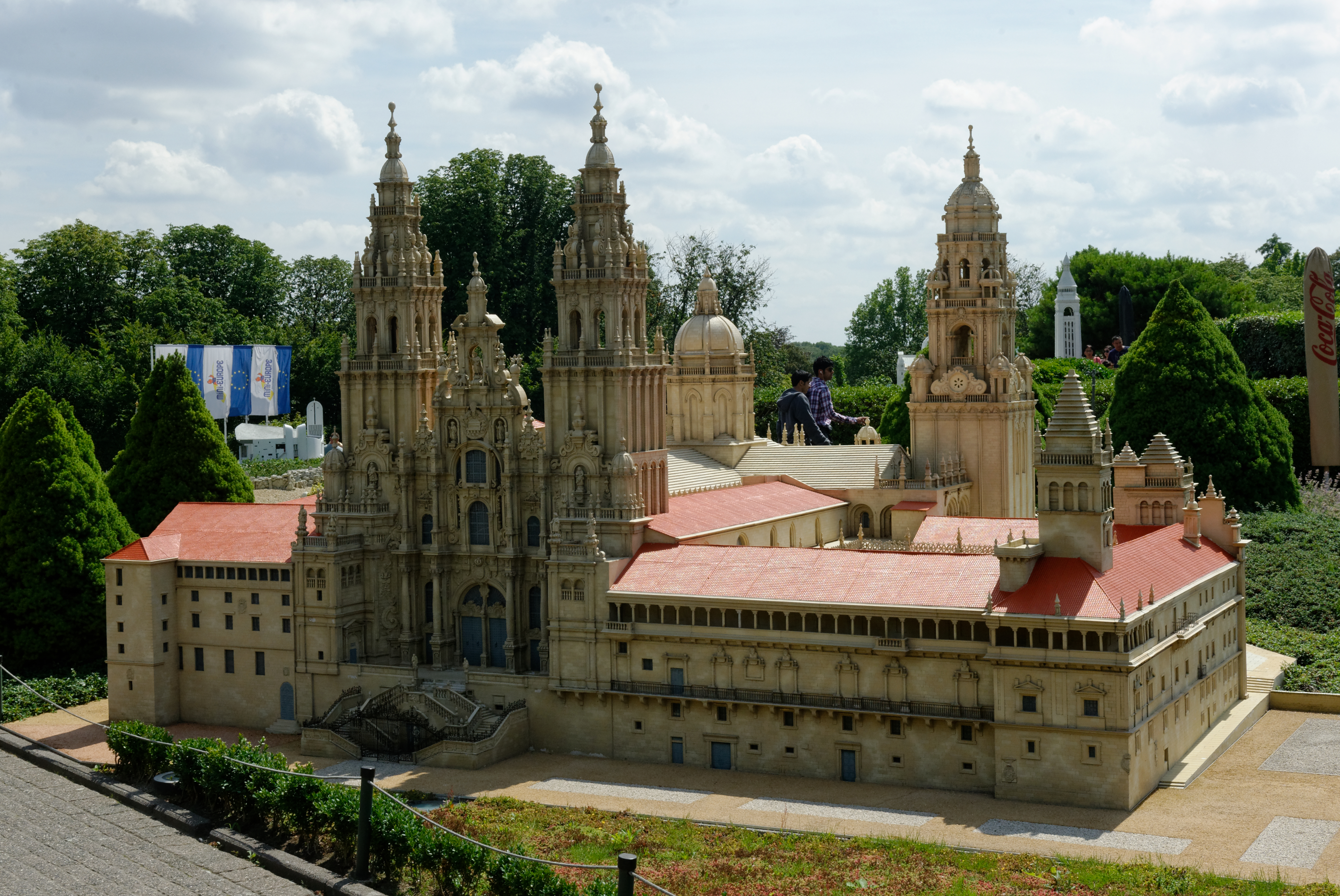
Собор святого Якова (Сантьяго-де-Компостела)

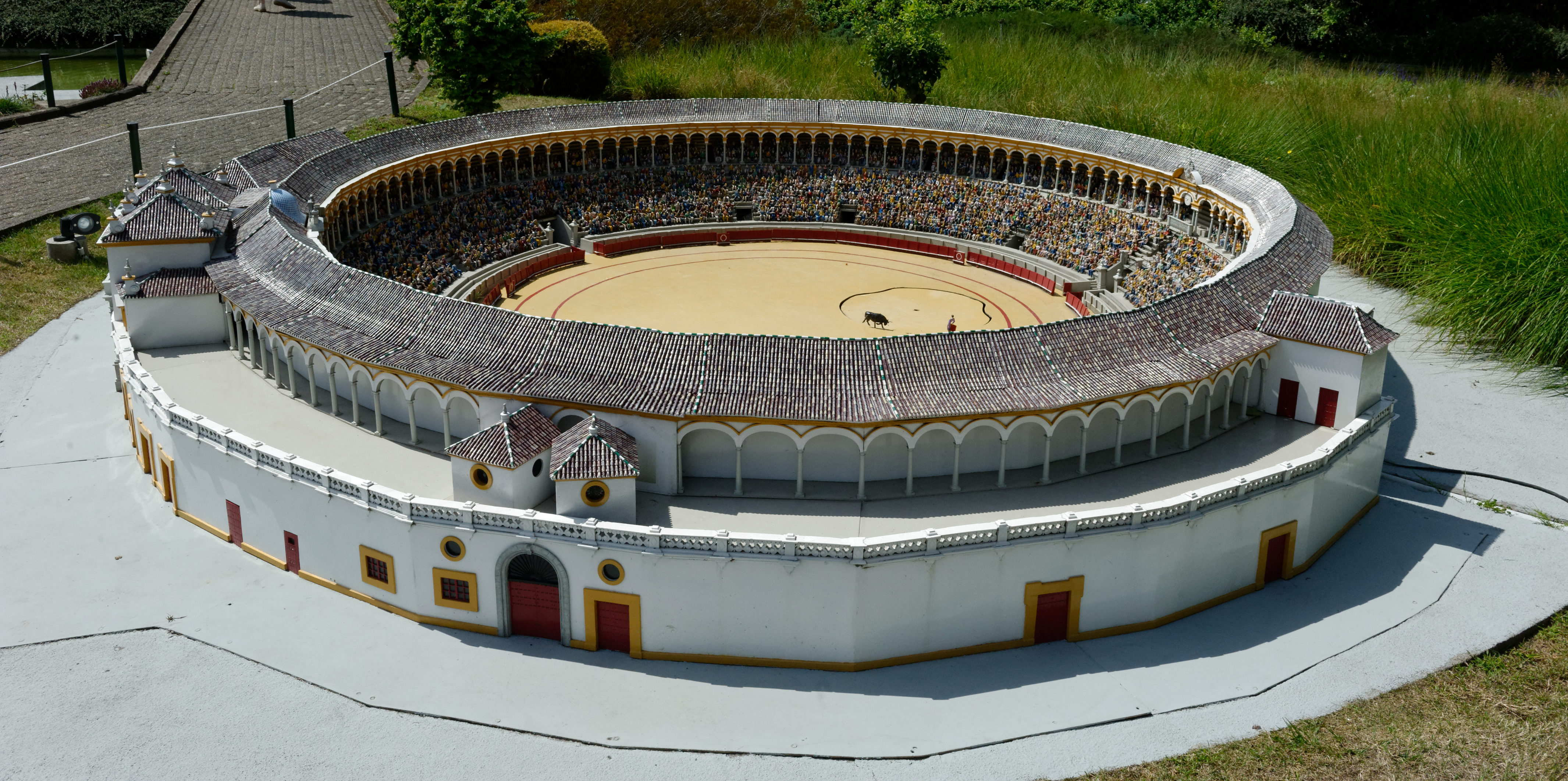
Маестранса (Севілья)

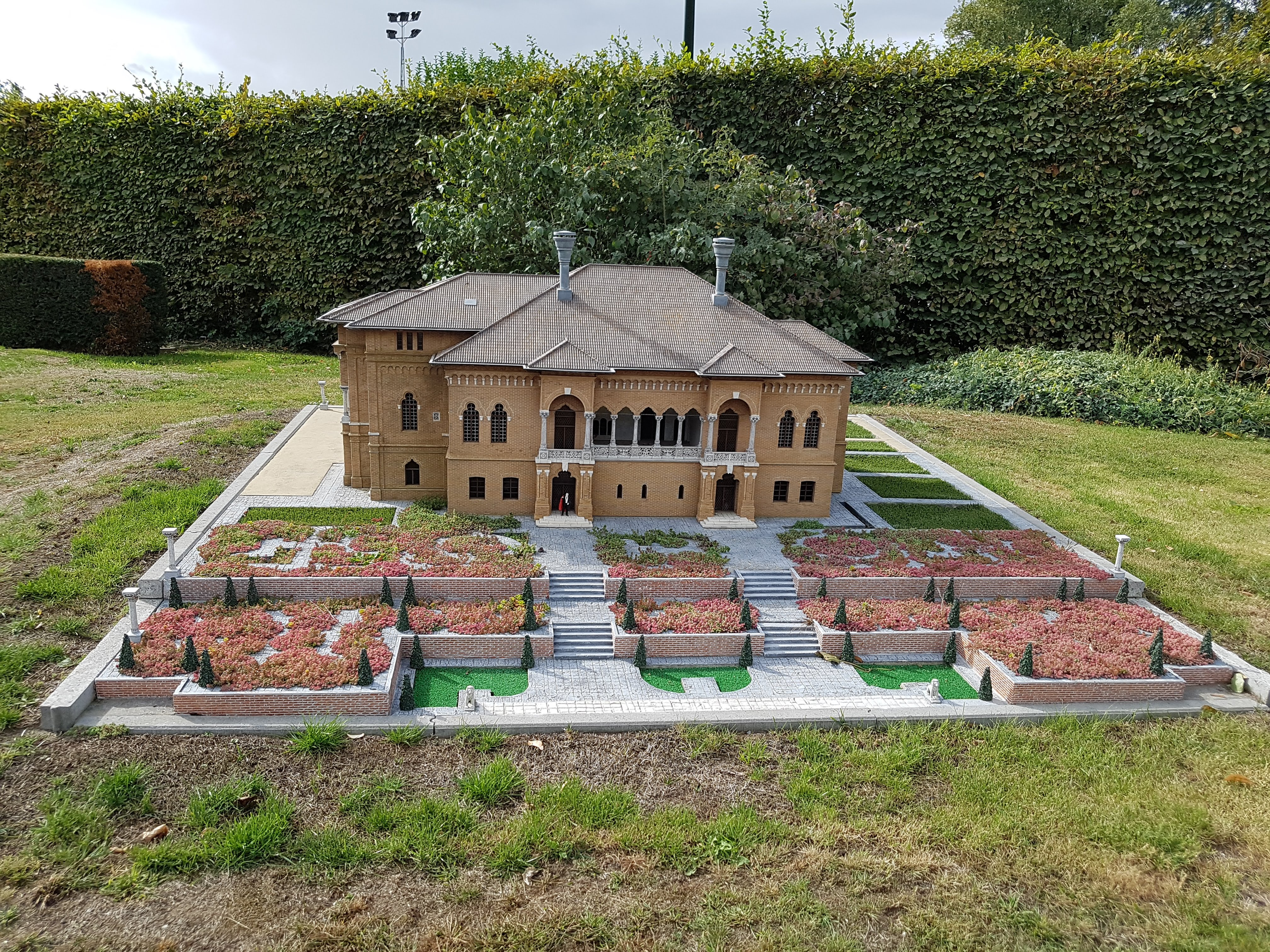
Палац Могошоая (Могошоая)

| - Монастир у Мельку - Гран-Плас / Брюссельська ратуша, Брюссель - Беффруа-Брюгге, Брюгге - Левенська ратуша, Левен - Замок Вев, Сель, Намюр - Цитадель та церква Нотр-Дам, Дінан - Берлемон, Брюссель - Вулиця Граслей та Робот, Гент - Алден Бізен - Головний парк Антверпена (Антверпенська ратуша, статуя Брабо, будинки гільдії) - Музей Курціуса, Льєж - Рильський монастир, Рила (гори), об'єкт всесвітньої спадщини ЮНЕСКО - Монумент Незалежності, Київ, тріумфальна колона в Києві, присвячена незалежності України. - Церква святого Марка (Загреб) - Античний грецький театр, Куріон - Празькі куранти - Кругові фортеці вікінгів - Набережна Нугавн, Копенгаген - Бьорсен (стара фондова біржа), Копенгаген - Великі прибережні ворота та вежа Товста Маргарита, Таллінн - Олафсборг, Савонлінна - Ейфелева вежа, Париж - Тріумфальна арка, Париж - Базиліка Сакре-Кер, Париж - Центр Жоржа Помпіду, Париж - Нотр-Дам-дю-О, Роншам - Кло-де-Вужо, біля Діжон - Замок Шенонсо, Долина Луари - соляний завод, Арк-е-Сенан - Шпаєрський собор - Замок Ельц - Гольстентор, Бургтор та Зальцспайгер, Любек - Бранденбурзькі ворота та Берлінський мур, Берлін - Бонгассе з будинком де народився Людвіг ван Бетховен, Бонн - Пілігримська церква Вісу - Порта-Нігра, Трір - Остофентор, Зост - Яртаузендтурм, Магдебург - Афінський акрополь, Афіни - Традиційне селище, Санторіні - Купальня Сечен'ї - монастир Глендалох, Віклов - Скеля Кашел, Південний Тіпперері - Галларус (ораторія), Керрі (графство) - П'яцца-деї-Міраколі (Пізанська вежа, Дуомо, Пізанський баптистерій), Піза - Фонтан Треві, Рим - Палац дожів та Кампаніла собору святого Марка, Венеція - Палаццо-Публіко, Сієна - Вілла Ротонда, Віченца - Труллі, Альберобелло - Везувій |  | - Монумент Свободи (Рига) - Вільнюський університет, Вільнюс - Міст Адольфа, Люксембург (місто) - Мнайдра - Мунтторен та вежа Монтелбан, Амстердам - Ратуша, Маастрихт - Замок Гунсбрука, Гунсбрук - Церква та будинки, Отмарсюм - Абатство, Мідделбург - Музей селища Орвелте - Вагарня та податкова вежа, Алкмар - Вітряк, Кіндердайк - Головна вежа та вулиця Ауде-Дуленкаде, Горн - Ратуша, Вере - Артуський суд у Гданську - Пам'ятник полеглим робітникам верфі, Гданськ - Вифлеємська башта, Лісабон - Гімарайнський замок - Рібеїра, Порту - Традиційне селище Алгарве - Лісабонський океанаріум - Палац Могошоая, біля Бухаресту - Блакитна Церква (Братислава) - Площа Прешерна та Потрійний міст, Любляна - Собор святого Якова, Сантьяго-де-Компостела - Ескоріальський монастир - Маестранса, Севілья - Пам'ятник Колумбу (Барселона) - Пейзаж з вітряками, Ла-Манча - Стокгольмська ратуша - Вестмінстерський палац / Біг-Бен, Лондон - Стретфорд-на-Ейвоні (будинок у якому народився Шекспір, коттедж Енн Гатавей) - Лонгліт, Вілтшир - Королівський напівмісяць та Батський цирк - Дуврський замок - Арлінгтон-Роу, Бібурі - Ariane 5 - Паром MS Pride of Dover - Аеропорт - Оглядове колесо - Нафтова платформа у Північному морі - Потяг TGV - Каліпсо (судно Жак-Ів Кусто) |

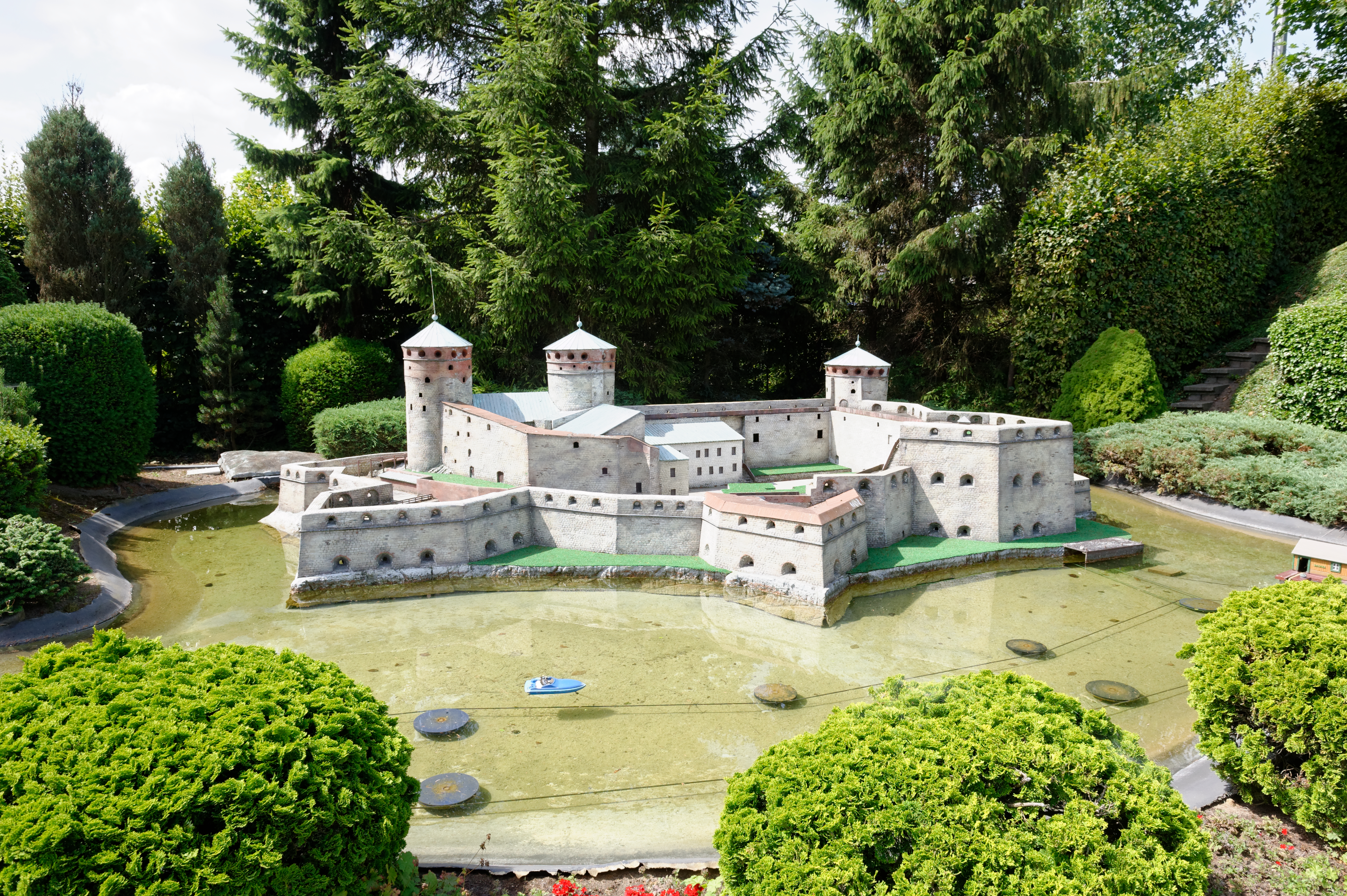
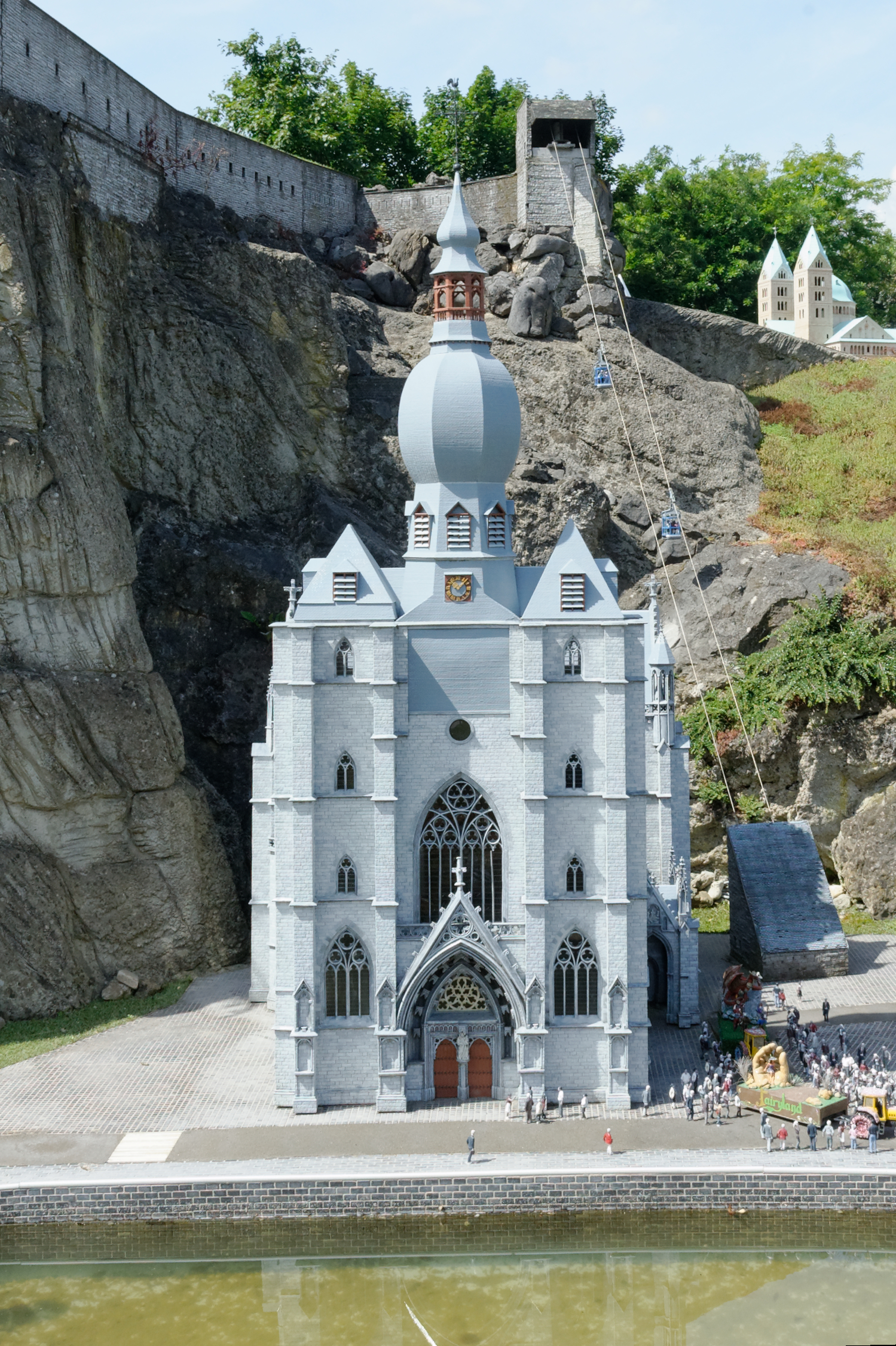
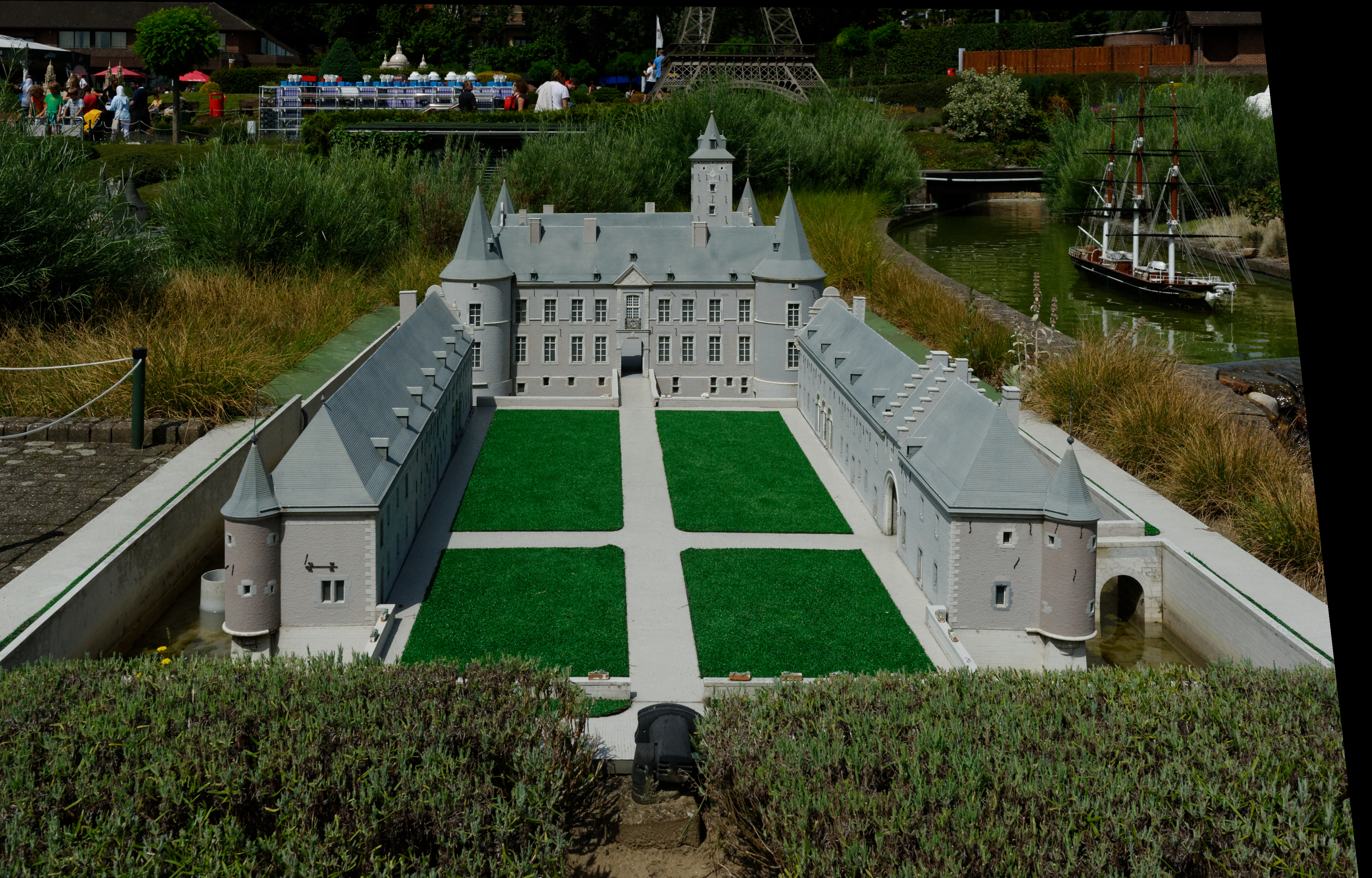
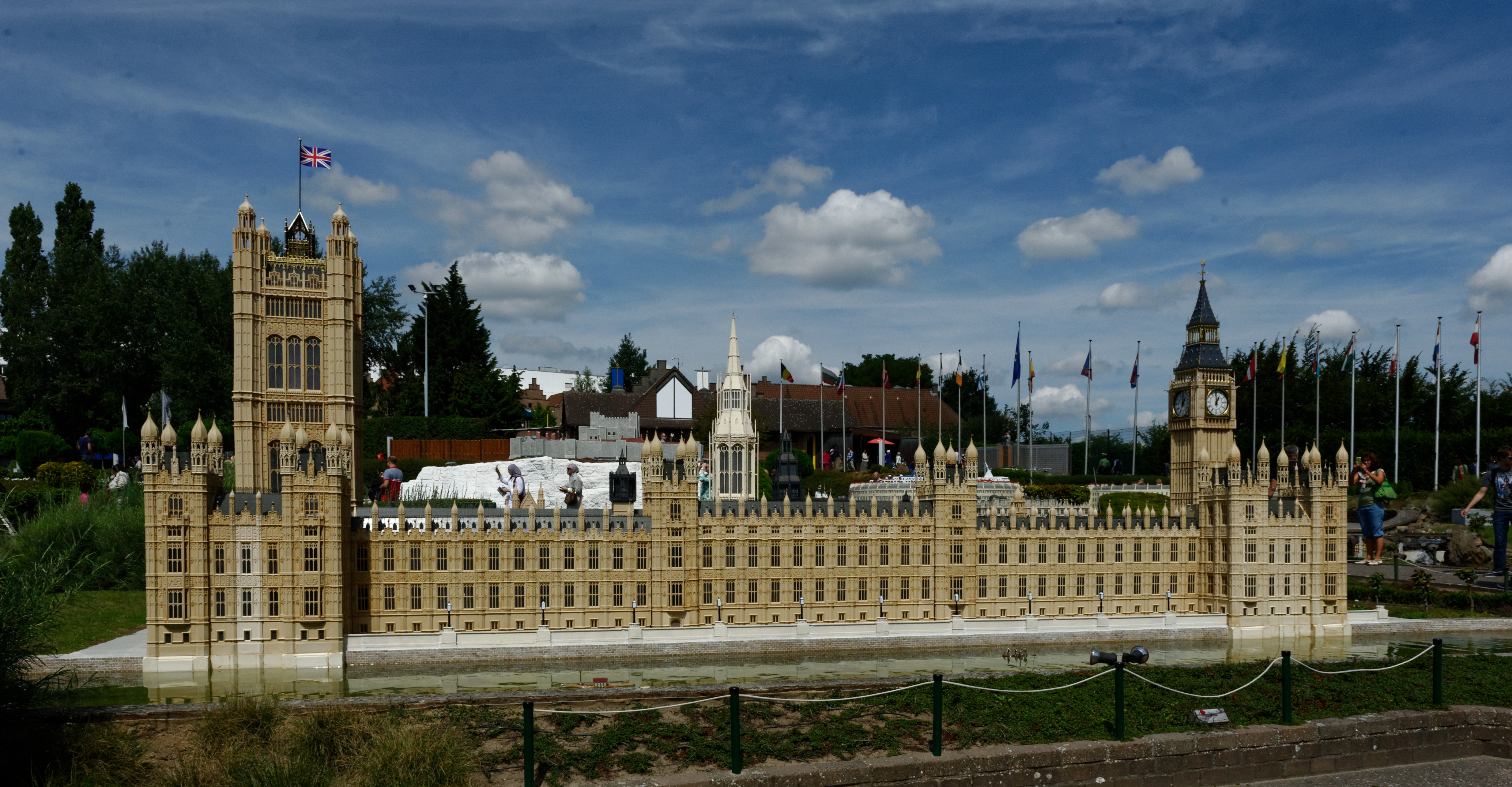
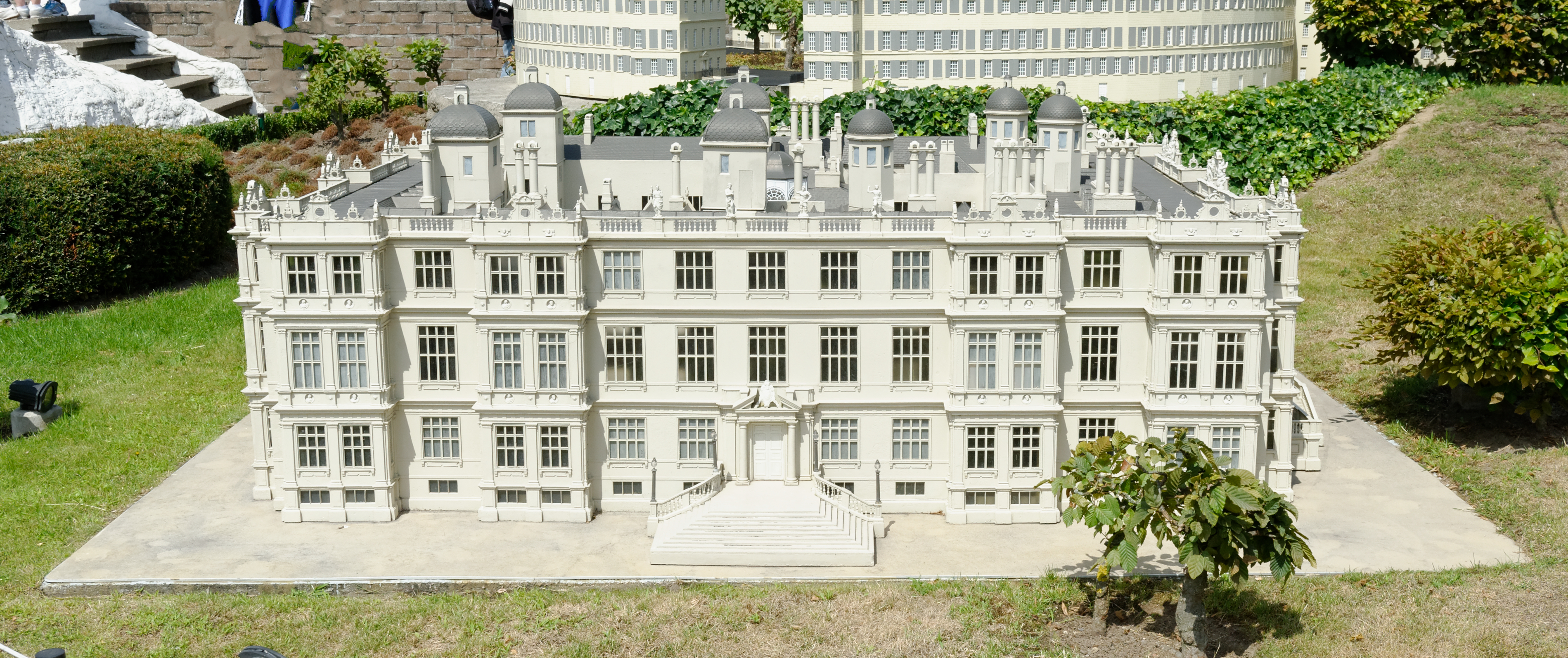
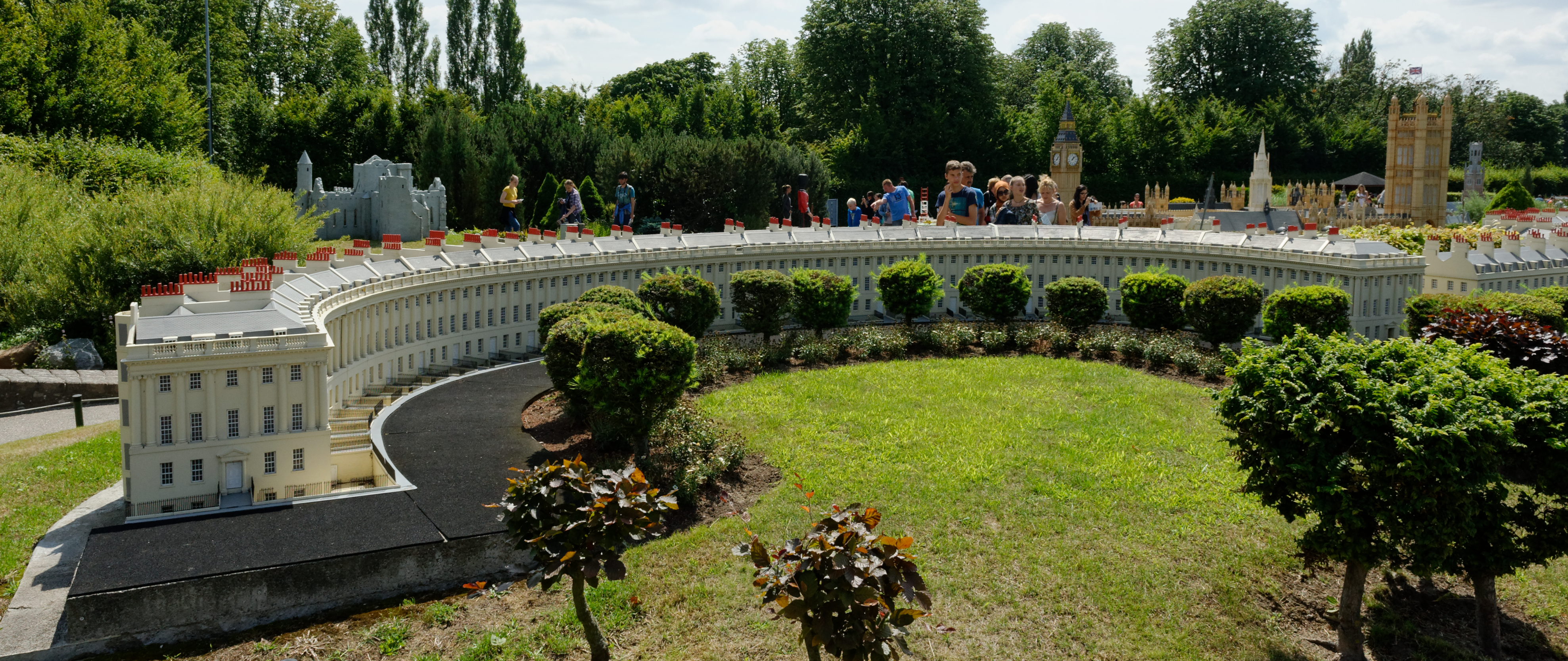
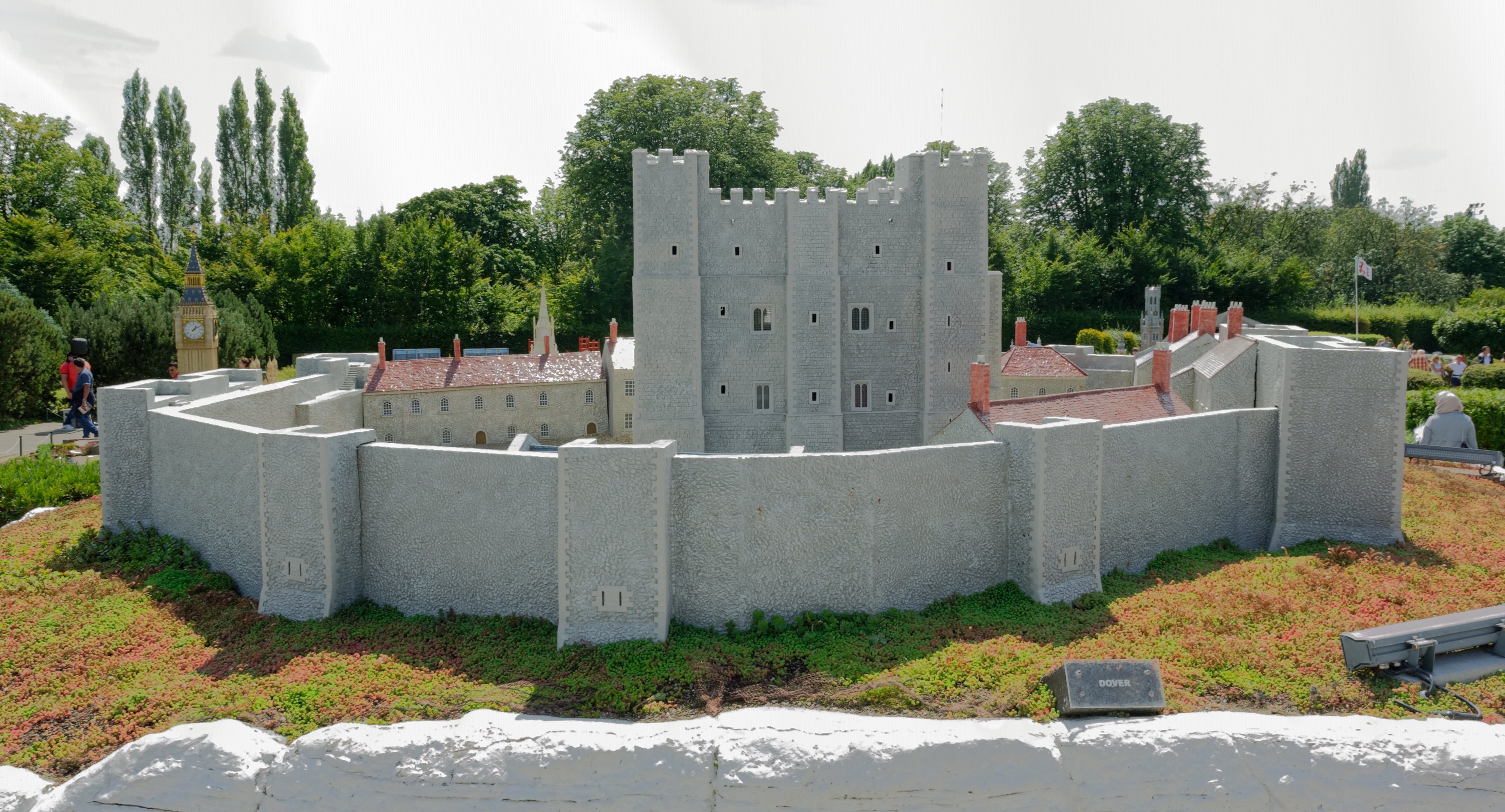
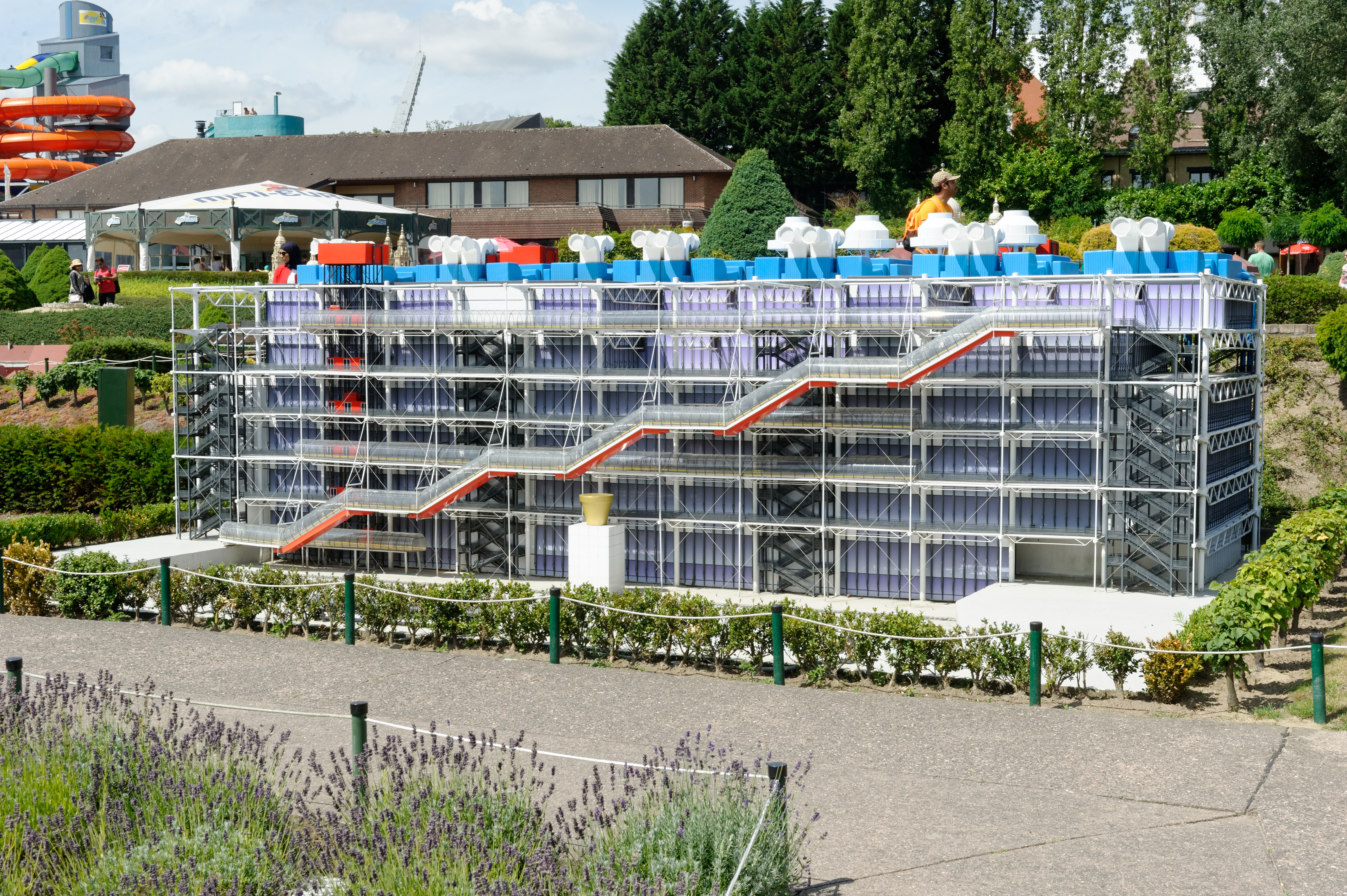
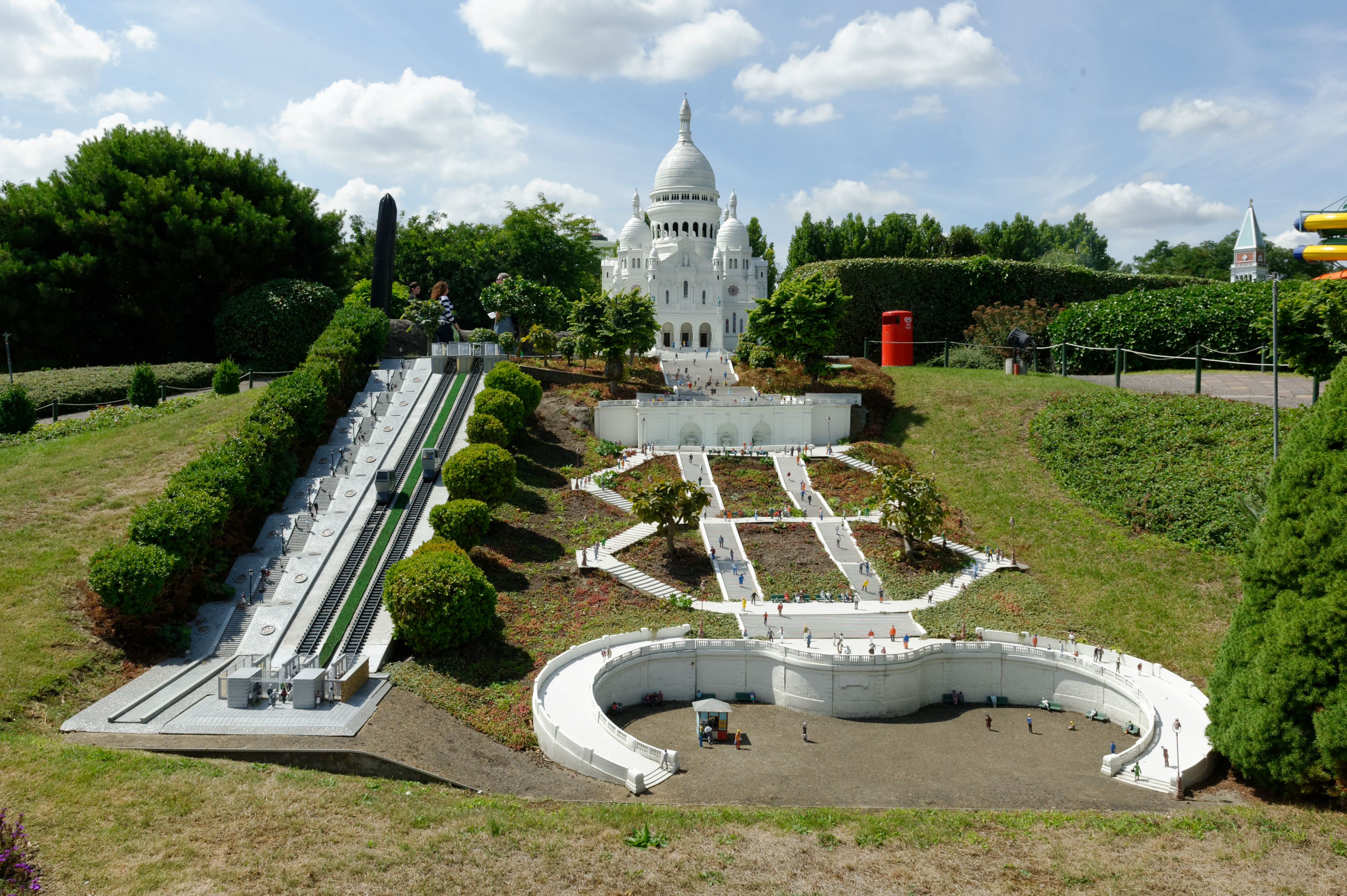
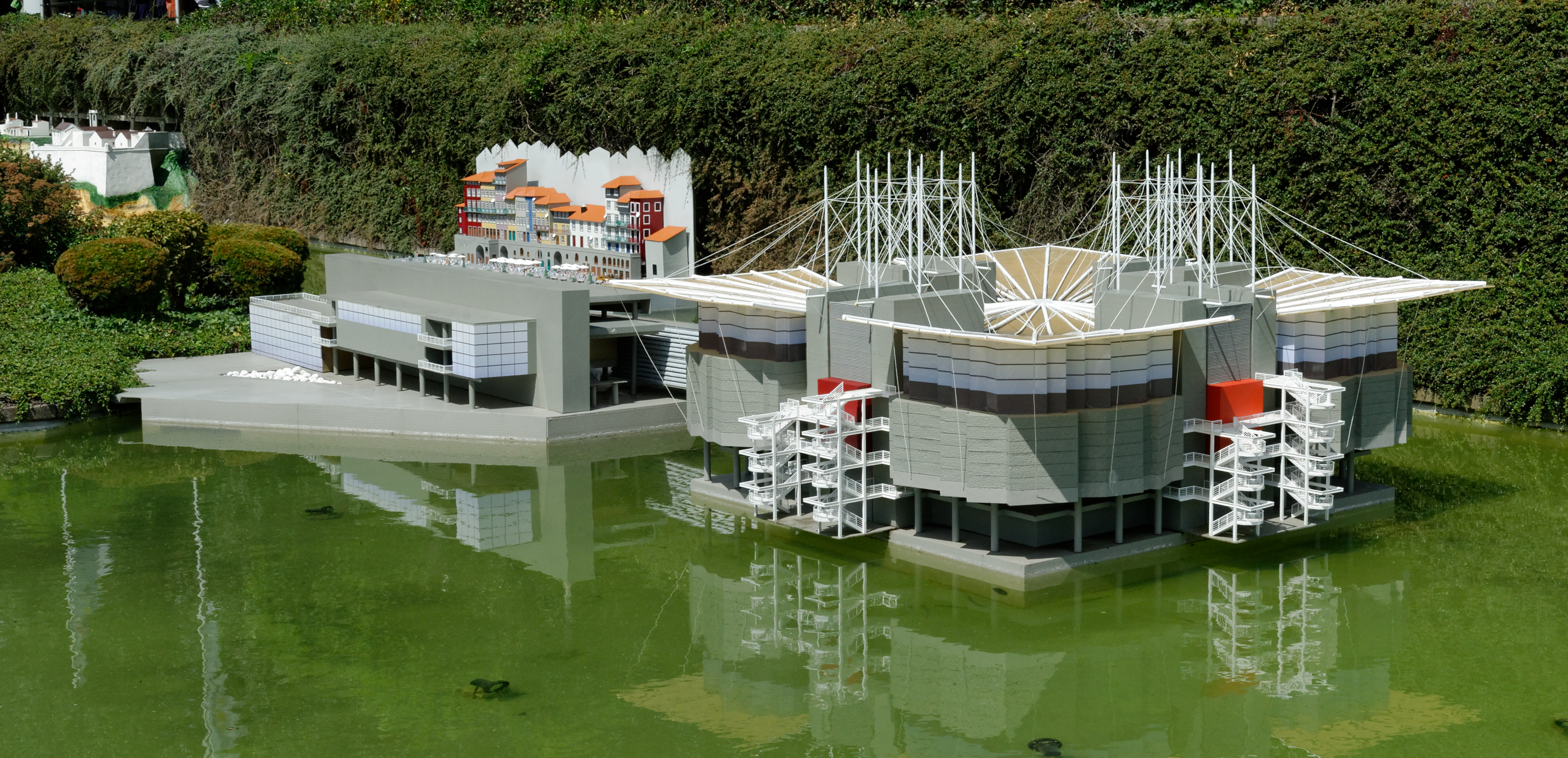
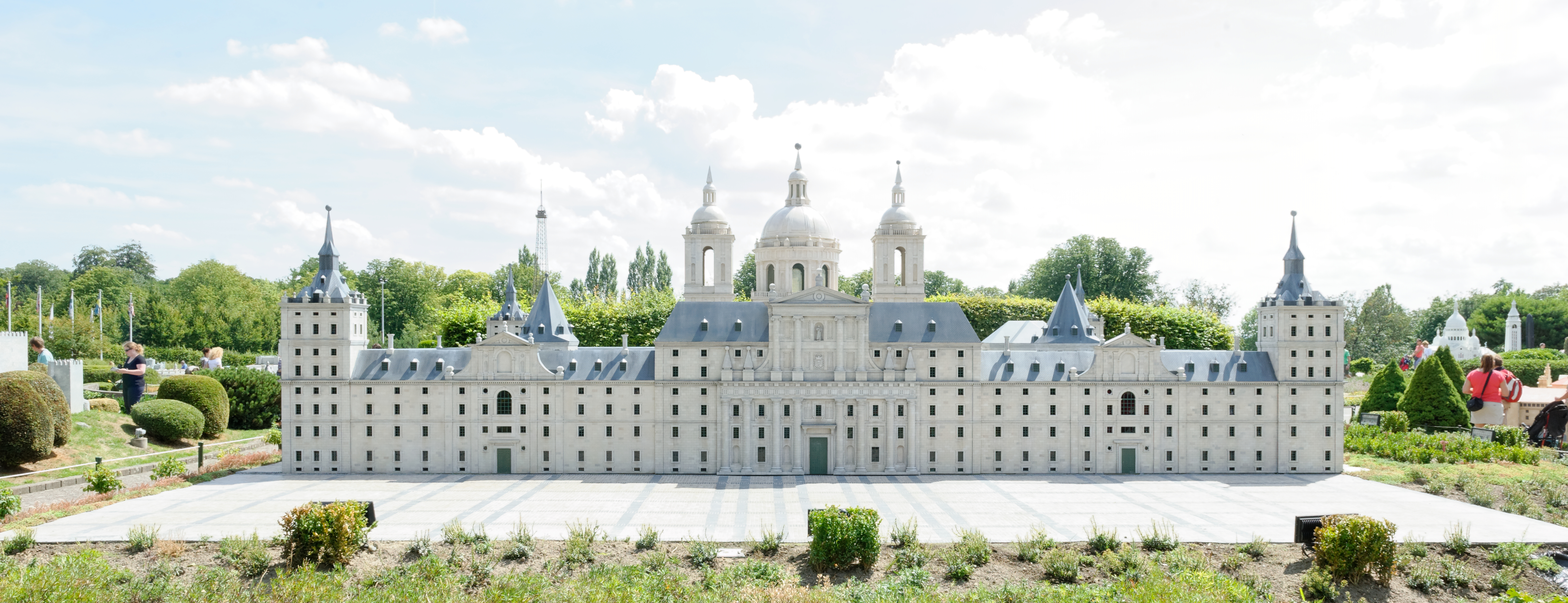
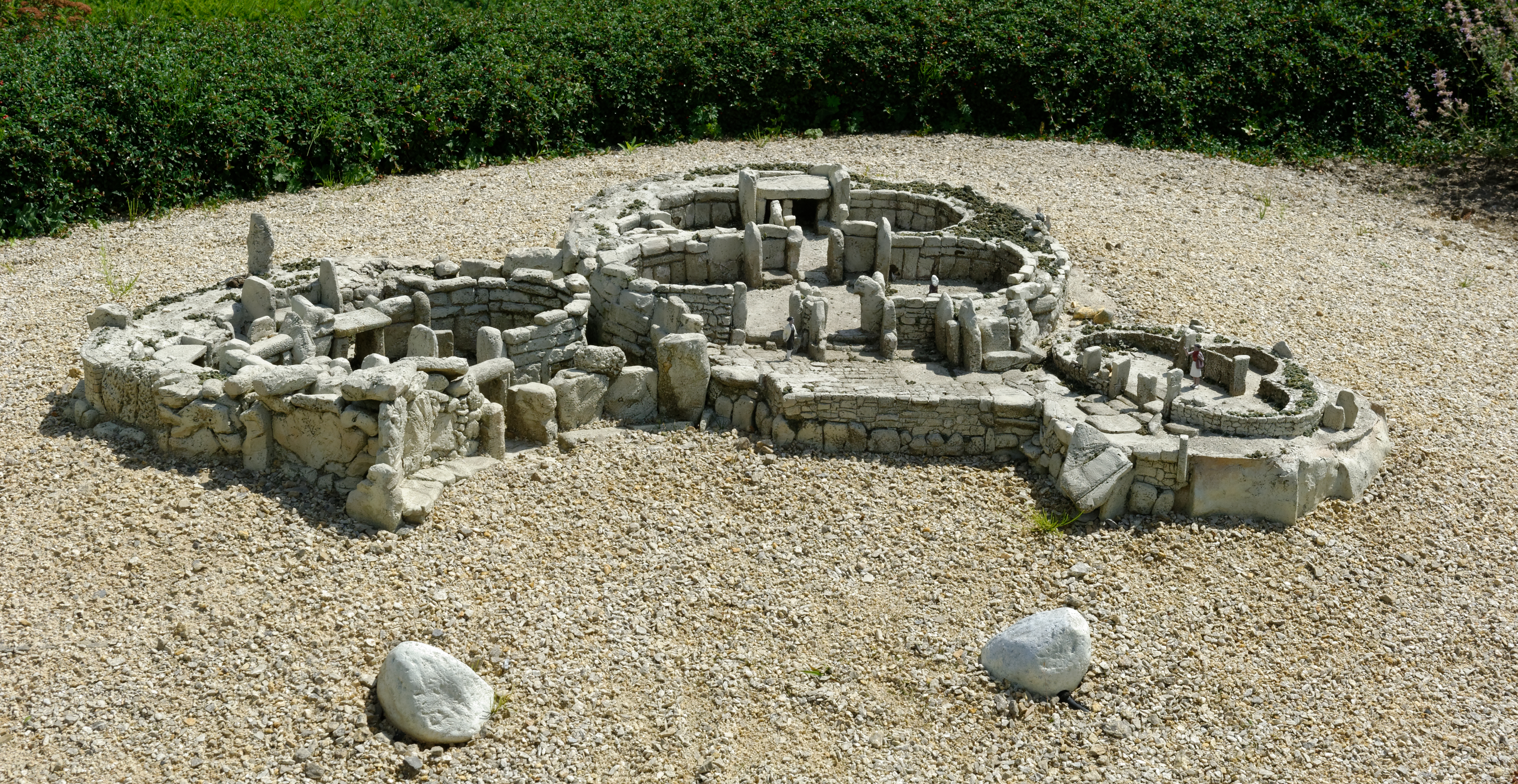
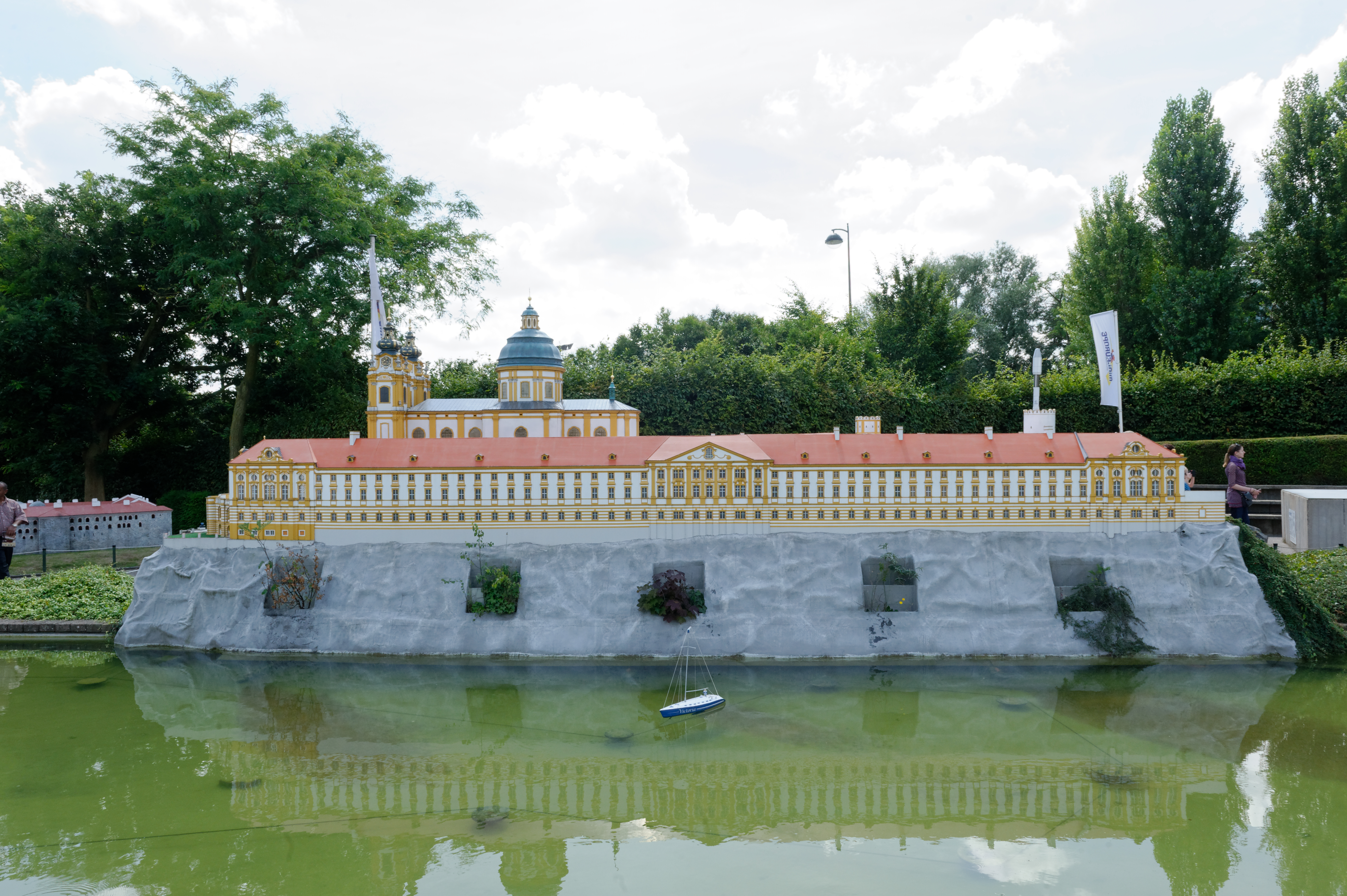
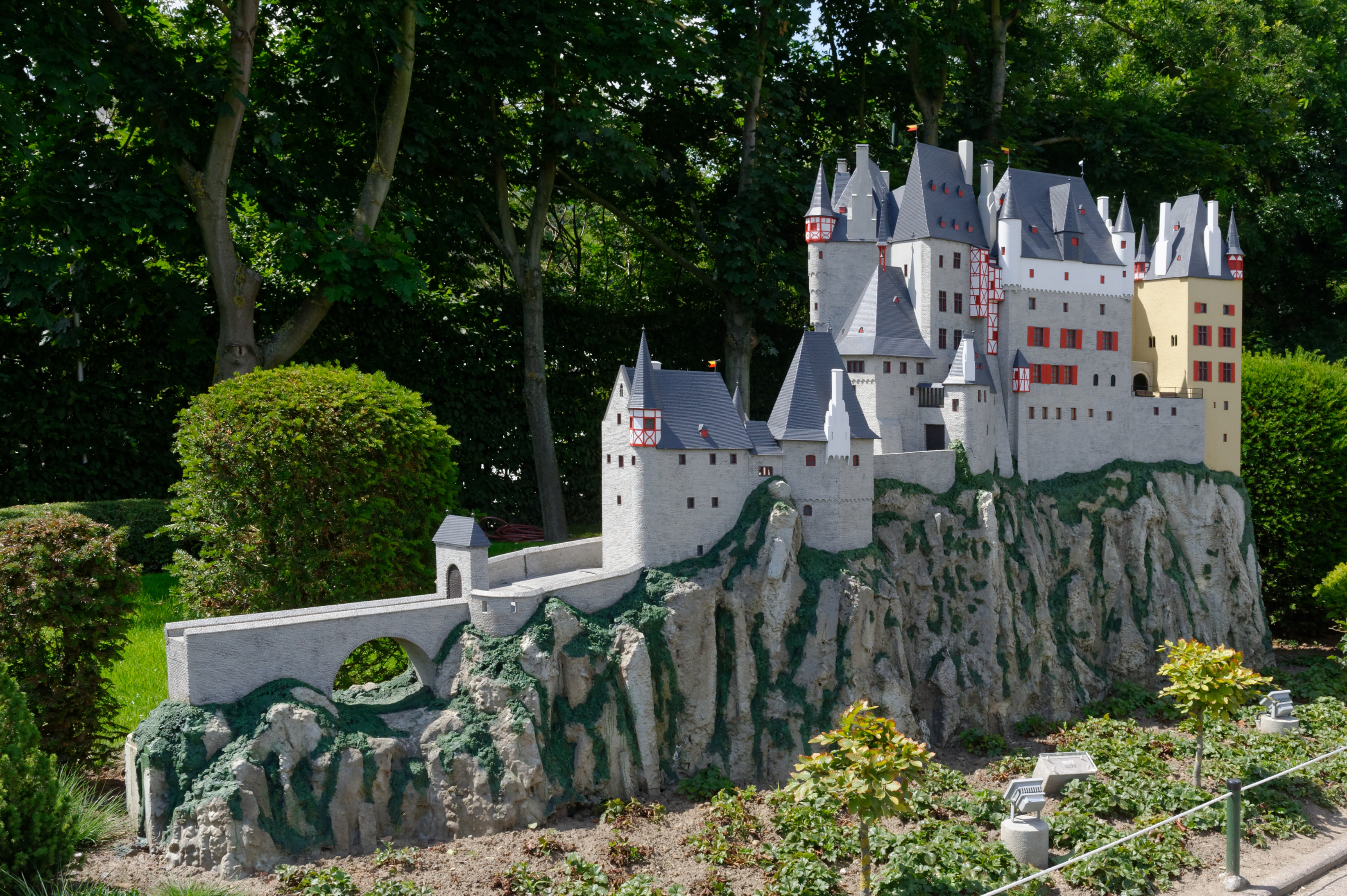
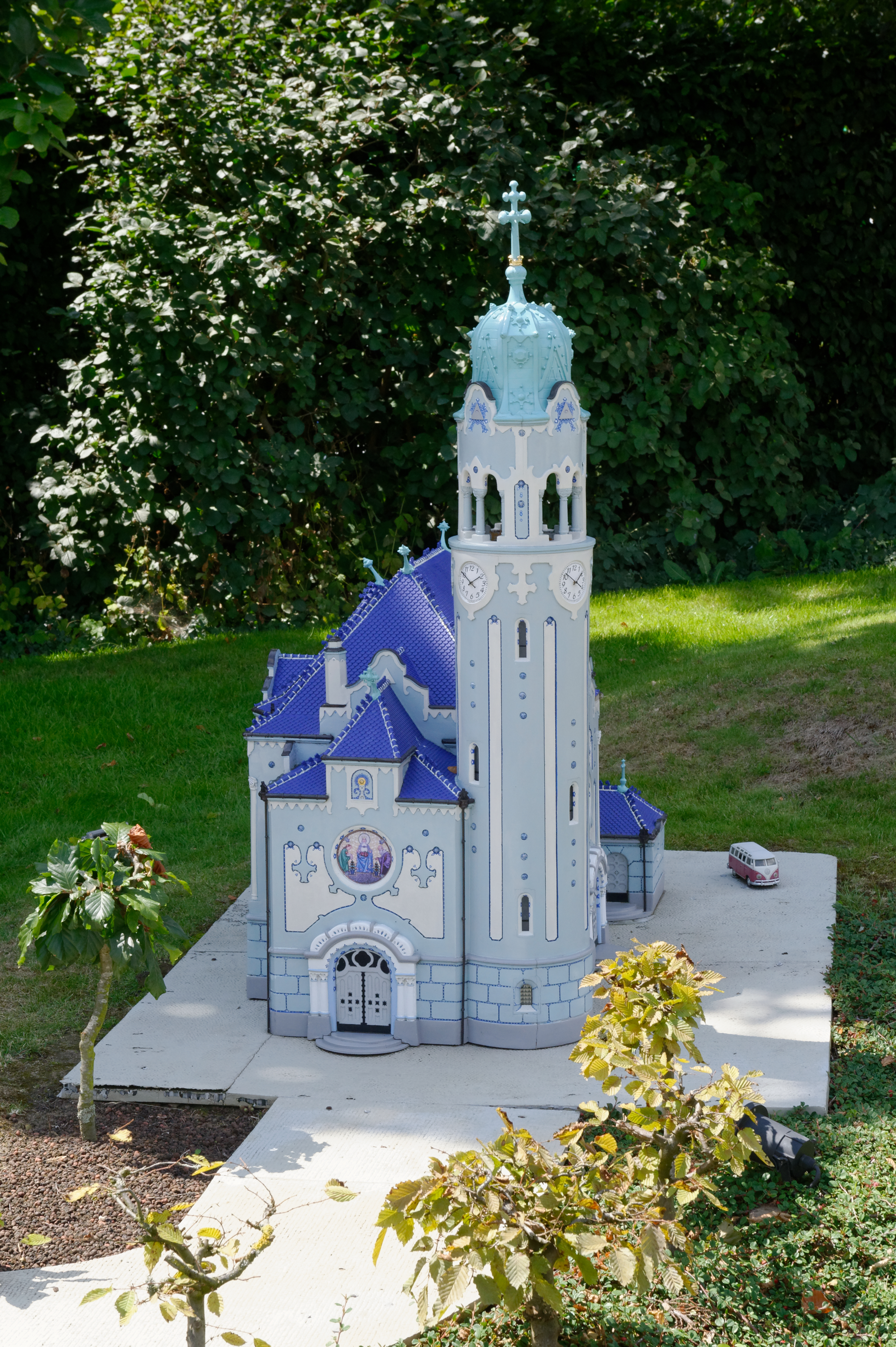
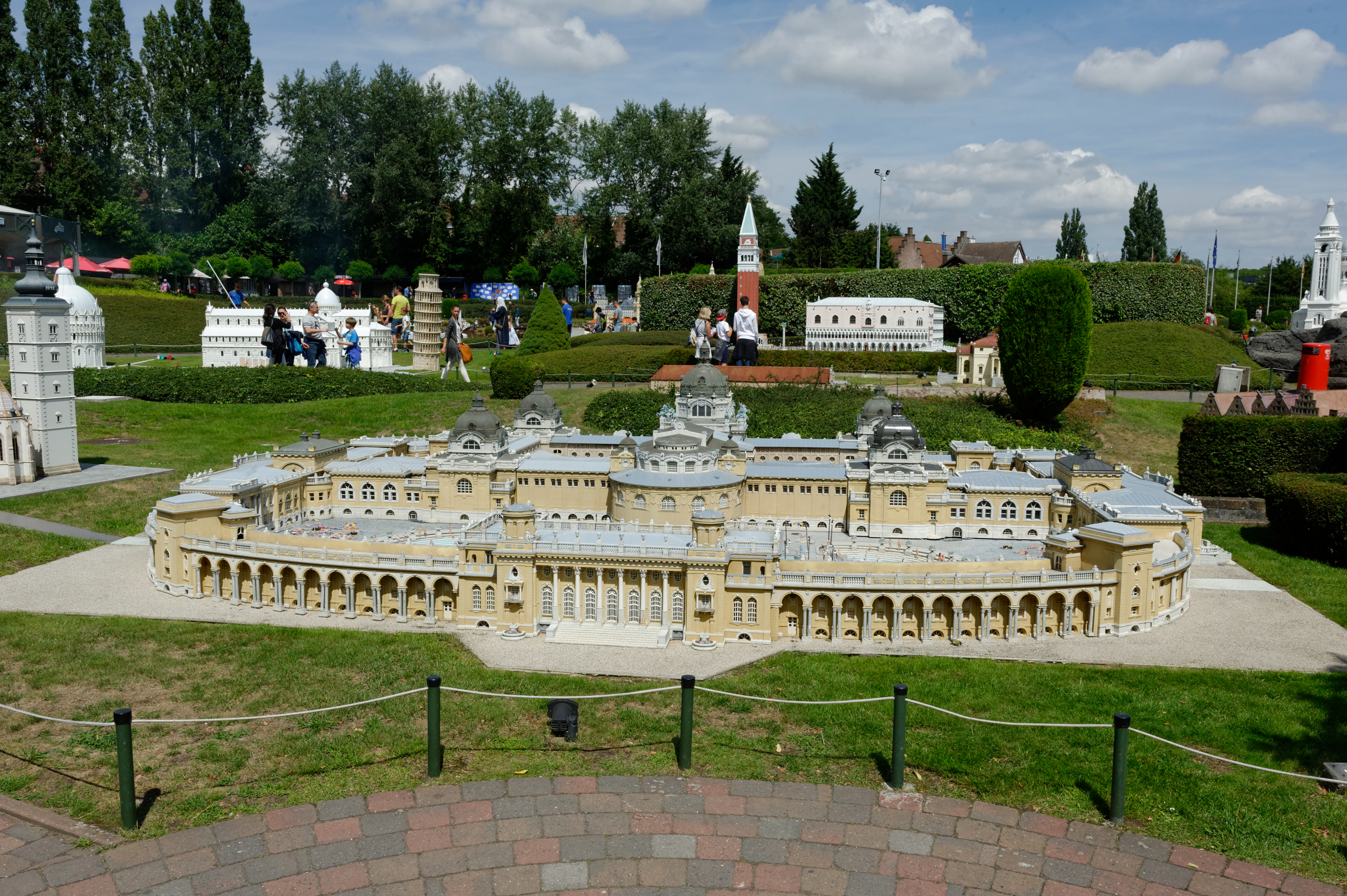
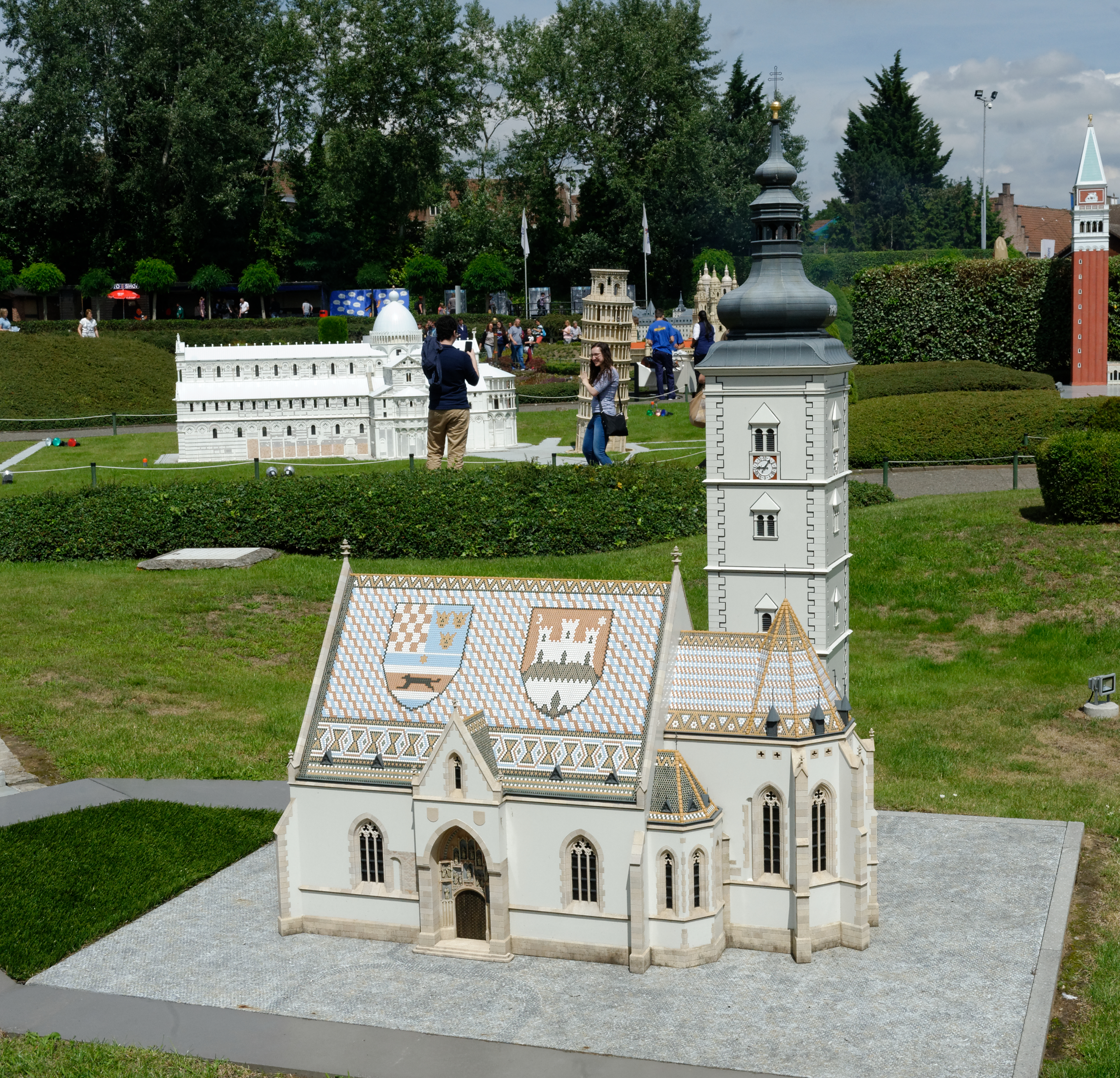